# Abelharuco-de-bigodes
O abelharuco-de-bigodes (Merops mentalis) é uma espécie de ave da família Meropidae.
Pode ser encontrada nos seguintes países: Camarões, Costa do Marfim, Guiné Equatorial, Gana, Guiné, Libéria, Nigéria e Serra Leoa.

## Subespécies
A espécie é monotípica (não são reconhecidas subespécies).